# 털중나리
털중나리(Lilium amabile)는 백합과에 속하는 여러해살이풀이다. 미백합, 조선백합, 털중나리, 털종나리라고 부르기도 한다. 꽃말은 순결, 존엄이다.

## 분포
털중나리는 한국 특산식물로 섬 지방을 제외한 전국의 산지에 자라는데 깊은 산 숲 아래나 초원지, 깊은 골짜기에서부터 해발 1,500m 내외의 산 정상 부근 고원지 풀밭에서 자란다. 경기도와 강원 산간, 휴전 선고지 등에 많이 분포하며 백두대간을 따라 백두산 산지 숲 가장자리 초원에서도 자란다.

## 생태
50-60cm 정도 자란다. 가지는 윗부분이 약간 갈라지고 가지 전체에 잔털이 있으며 비늘줄기는 길이가 2.5-4cm 정도로서 계란 모양의 타원형이다. 잎은 피침형인데 어긋하여 난다. 잎자루는 없고 가장자리는 밋밋하며 엷은 녹색으로 양면에 잔털이 촘촘히 나 있다. 6-8월에 황적색꽃이 피는데 가지 끝과 원줄기 끝에 한 개씩 달리고 1-5개가 밑을 향해 핀다. 여섯 개의 수술과 한 개의 암술이 모두 꽃 밖으로 길게 나오며 황적색 꽃밥은 길이가 1-1.3cm정도 된다. 10월 삭과가 여무는데 삭과는 거꾸러진 계란 모양의 넓은 타원형이며 몇 조각으로 깊게 갈라져서 갈색 씨앗이 나온다.

## 용도
어린순과 부드러운 잎, 땅속의 비늘줄기를 나물로 먹으며, 화단에는 관상초로 심기도 한다. 한방에서는 비늘줄기를 권단이라 하여 자양, 강장, 종기, 건위 등에 다른 약재와 같이 처방하여 약으로 쓴다. 꽃에는 꿀이 많아 양봉 농가의 밀원 보조 식물로도 사용된다.